# 1321 Majuba
1321 Majuba је астероид главног астероидног појаса са пречником од приближно 30,8 .
Афел астероида је на удаљености од 3,427 астрономских јединица (АЈ) од Сунца, а перихел на 2,459 АЈ.
Ексцентрицитет орбите износи 0,164, инклинација (нагиб) орбите у односу на раван еклиптике 9,499 степени, а орбитални период износи 1844,343 дана (5,049 година).
Апсолутна магнитуда астероида је 10,28 а геометријски албедо 0,143.
Астероид је откривен 7. маја 1934. године.